# ホシミドロ属
ホシミドロ属 Zygnema は、糸状の緑藻類。アオミドロなどに似て、葉緑体が星状であることからこの名がある。ただし、見かけだけでは区別出来ない別属がある。

## 特徴
外形はアオミドロ属によく似ていて、糸状の藻体は一列に並んだ円筒形の細胞からなり、先端成長を行う。分枝はしない。ただし、この属には陸生種もあり、それらの場合、糸状体のあちこちから不定型な仮根状の突起を出す。葉緑体は1つの細胞に2個あり、それぞれ細胞の中軸にあって前後に並ぶ。それぞれに星印のように丸っこい本体から放射状に突起が出ている。それぞれの葉緑体の中心には1つずつピレノイドがある。細胞の核は2つの葉緑体の間に位置する。
ただし、このような栄養体の構造だけでは区別出来ない別属が存在する。それについては後述する。
外見的にはアオミドロに似ているが、本属のものの方がより黄緑色あるいは灰青色をしており、慣れると肉眼でも見分けが付く。また以下に記す有性生殖を行っているものは黄褐色になることが多い。

## 有性生殖
有性生殖は接合子の形成による。その際には栄養体細胞がそのままに配偶子として振る舞い、2つの細胞の内容全体が1つに融合して接合子を形成する。その様式はほぼアオミドロと同じで、2本の糸状体が平行している状態から、互いの細胞間に管（接合管）が伸び、それによって連結された2細胞の内容が互いに融合して接合子が形成される。接合子は2細胞のどちらか1つに作られるのが普通であるが、接合管の中に形成されるものもある。平行する糸状体の個々の細胞同士が管でつながるので、全体としてはハシゴ状の形になる。
胞子形成としては、このほかに不動胞子や単為胞子が形成されることがあり、その性質は接合胞子に似ている。

## 分布と生育環境
世界に広く分布し、淡水に生育する。アオミドロと同様に水田や池沼に見られ、糸状の藻体が集まって集団を作り、浮遊している。一部には陸生種があり、庭先や畑の湿った土の表面に生育する。

## 下位分類
2012年の段階で、本属の種は少なくとも137種が記載されている。分類に利用される形質としては有性胞子の壁に見られる構造の違い、接合の様子の違いなどが重視される。栄養体の構造に見られる違いについてはより軽く評価される。例えば接合胞子が片方の細胞内に形成されるか、それとも接合管の中に作られるか。胞子の壁が3層であるか4層であるか、その中層膜が何色か、表面が滑らかか、細かな点や小さな孔、皺などがあるか、といった点が取り上げられる。日本では少し古いが1965年の段階で26種が認められた。

## 近縁の属
同じ科に含まれるアオミドロ属 Spirogyra やヒザオリ Mougeotia などは栄養体の葉緑体の形態が全く異なるので簡単に区別出来る。問題なのはホシミドロモドキ属 Zygnemopsis と Zygogonium の2属で、これらは栄養体の構造ではほとんど本属と区別出来ない。
ホシミドロモドキ属では、接合管はとても幅広くなり、両細胞の融合によって生じる接合胞子は接合管から両側の細胞内にまで広がり、ほぼ四角形になる。胞子壁の外層は透明で、中層の膜からはっきりと離れ、両細胞内に大きくはみ出すことがある。また、接合胞子形成の際に、一部の細胞質が残渣として外に残り、寒天状物質になる。水野(1964)には日本産の種として4種が挙げられている。他方で月井(2010)では種名不詳の1種だけが取り上げられており、その発見地が写真入りで掲載されていて、本属のものと確かめられたのはここだけ、とのこと。普通に見られるものではなさそうである。
Zygogonium は普通には不動胞子を形成する。有性生殖時にははしご状になるが、接合胞子は接合管から発達した接合胞子嚢に収まる。また、癒合した細胞から接合胞子が形成される際、細胞内に細胞質の残渣が残る特徴がある。かつてホシミドロ属のシノニムと判断されたこともある。
なお、分子系統の解析ではホシミドロ科は多系統の可能性があるとされているが、その中で本属とZygogonium は近縁の別属と判断されている。ホシミドロモドキ属は本属とかなり類縁が遠いとの判断である。